# Kommunbrauhaus

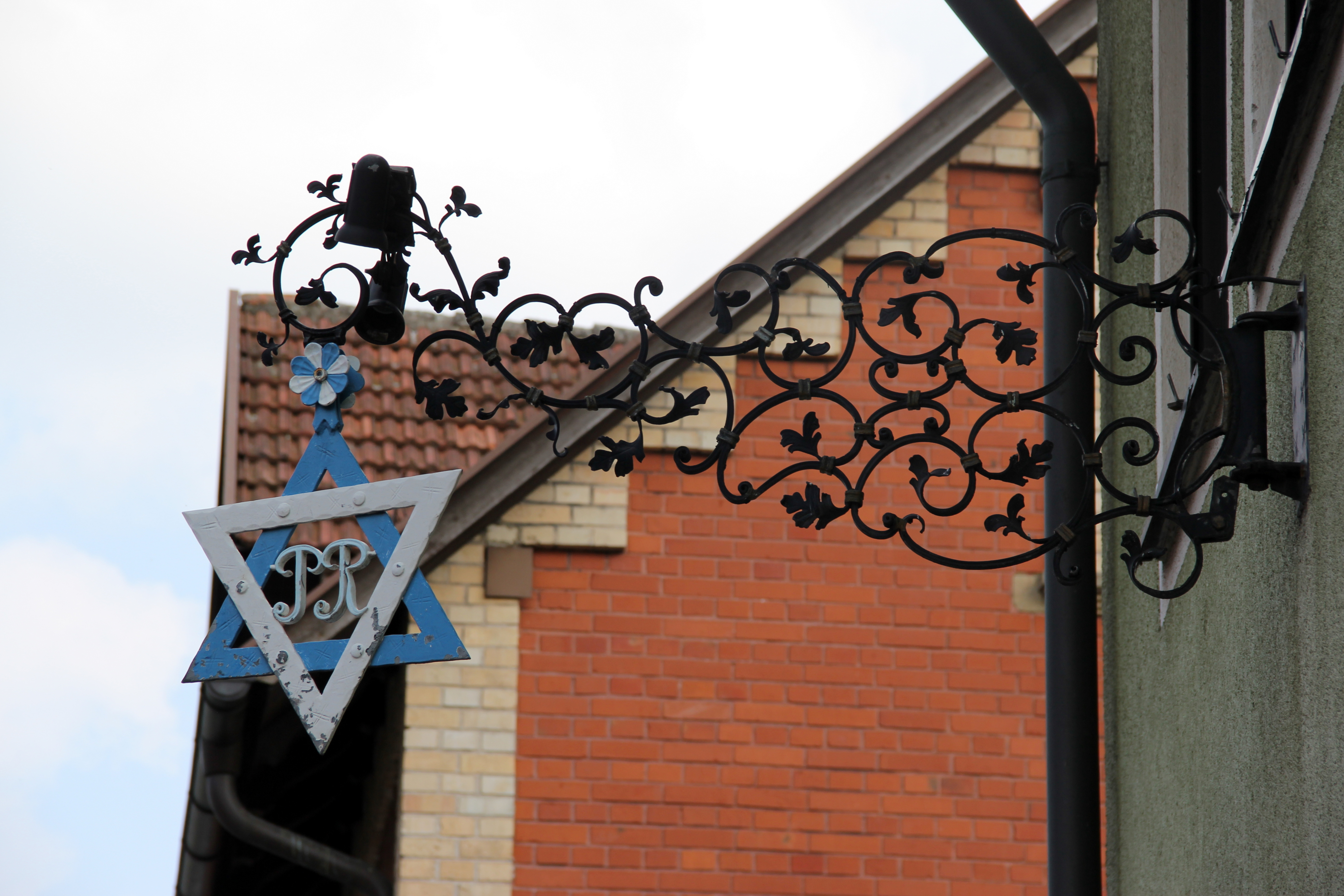
Brauerstern in Neuhaus a.d. Pegnitz

Kommunbrauhaus ist die Bezeichnung für ein von der Gemeinde eingerichtetes Brauhaus. Diese Brauhäuser stammen oft aus dem 14. bis 16. Jahrhundert und ermöglichten den Bürgern, dort ihr Bier zu brauen. Voraussetzung für das Braurecht waren oft die Bürgerrechte und ein eigenes Haus oder Grundstück. Kommunbrauhäuser sind häufig in der Oberpfalz und in Franken zu finden.
Viele Kommunbrauhäuser sind noch heute in Betrieb und können von den Bürgern, die im Grundbuch ein Braurecht eingetragen haben, oft gegen eine Gebühr für die Nutzung des Gebäudes bzw. für den Braumeister, der den Brauvorgang überwacht und für die Meldung an das Hauptzollamt (siehe auch Biersteuer) zuständig ist, genutzt werden. Viele Gemeinden erlauben auch Bürgern, die keinen Eintrag im Grundbuch haben, das Brauen im Kommunbrauhaus. Die Weiterverarbeitung des Bieres erfolgt dann zu Hause in eigener Zuständigkeit.
Der oberpfälzische Zoigl ist ein typisches Bier, das noch heute in Kommunbrauhäusern hergestellt wird.

## Beispiele
- Kommunbrauhäuser in der Oberpfalz[1]
- Kommunbrauhaus Hemau (1615–1871)[2]
- Kommunbrauhaus Falkenberg, 116 berechtigte Häuser[3]
- Kommunbrauhaus Mitterteich[4]